# الزراري (المخادر)

تعديل مصدري - تعديل

الزراري محلة تابعة لقرية المنقودة، التابعة لعزلة السحول بمديرية المخادر إحدى مديريات محافظة إب في الجمهورية اليمنية، بلغ تعداد سكانها 540 حسب تعداد اليمن لعام 2004.